# Ayuntamiento de Estepona
El Ayuntamiento de Estepona es el organismo que se encarga del gobierno y de la administración del municipio andaluz de Estepona, Málaga. Está presidido por el correspondiente alcalde, actualmente José María García Urbano, del Partido Popular. Según lo dispuesto en la Ley del Régimen Electoral General, que establece el número de concejales elegibles en función de la población del municipio, la Corporación Municipal de Estepona está formada por 25 concejales.

## Alcaldes
| Periodo   | Nombre                                                                                                   | Partido                                                                    |
| --------- | --- | -------------------------------------------------------------------------- |
| 1979-1983 | Antonio Murcia Ruiz                                                                                      | Partido del Trabajo de España (PTE)                                        |
| 1983-1987 | Miguel Castro Carrasco (1983-1986) Manuel Sánchez Bracho (1986-1987)                                     | Partido Socialista Obrero Español (PSOE) Centro Democrático y Social (CDS) |
| 1987-1991 | Manuel Sánchez Bracho                                                                                    | Centro Democrático y Social (CDS)                                          |
| 1991-1995 | Miguel Castro Carrasco                                                                                   | Partido Socialista Obrero Español (PSOE)                                   |
| 1995-1999 | Jesús Gil Marín                                                                                          | Grupo Independiente Liberal (GIL)                                          |
| 1999-2003 | Antonio Caba Tena (1999-2001) Antonio Barrientos González (2001-2002) Rosa María Díaz García (2002-2003) | Partido Socialista Obrero Español (PSOE) Partido Popular (PP)              |
| 2003-2007 | Antonio Barrientos González                                                                              | Partido Socialista Obrero Español (PSOE)                                   |
| 2007-2011 | Antonio Barrientos González (2007-2008) David Valadez López                                              | Partido Socialista Obrero Español (PSOE)                                   |
| 2011-2015 | José María García Urbano                                                                                 | Partido Popular (PP)                                                       |
| 2015-2019 | José María García Urbano                                                                                 | Partido Popular (PP)                                                       |
| 2019-2023 | José María García Urbano                                                                                 | Partido Popular (PP)                                                       |
| 2023-act. | José María García Urbano                                                                                 | Partido Popular (PP)                                                       |

## Pleno 2023-2027
La composición actual del Pleno del Ayuntamiento de Estepona se debe a las Elecciones municipales de 2023, cuyo resultado fue el siguiente:
- El Partido Popular obtuvo un 60,79 % de votos, equivalente a 17 concejales.
- El Partido Socialista obtuvo un 19,65 % de votos, equivalente a 5 concejales. Sin embargo, pocos días después de constituirse la nueva corporación municipal, Antonio Benítez Martín abandonaba el grupo socialista, pasando a ser concejal no adscrito. Esto deja al grupo socialista con 4 concejales.
- El partido Vox obtuvo un 13,42 % de votos, equivalente a 3 concejales.

El resto de formaciones que se presentaron a las elecciones no consiguieron obtener ediles.
| Grupo municipal | Grupo municipal | Componentes | Líder                           | Concejales |
| --------------- | --------------- | ----------- | ------------------------------- | ---------- |
|                 | Popular         | PP-A        | José María García Urbano        | 17         |
|                 | Socialista      | PSOE-A      | Emma María Molina Fernández     | 4          |
|                 | Vox             | Vox         | Manuel Melchor Aguilar Illescas | 3          |
|                 | No adscritos    |             | Antonio Benítez Martín          | 1          |

## Resultados electorales
| Partido político                                         | 2023  | 2023   | 2023       | 2019  | 2019   | 2019       | 2015  | 2015   | 2015       | 2011  | 2011   | 2011       | 2007  | 2007  | 2007       |
| Partido político                                         | %     | Votos  | Concejales | %     | Votos  | Concejales | %     | Votos  | Concejales | %     | Votos  | Concejales | %     | Votos | Concejales |
| Partido Popular (PP)                                     | 60,79 | 14 700 | 17         | 69,04 | 17 083 | 21         | 59,77 | 14 214 | 17         | 48,93 | 11 947 | 17         | 17,11 | 3705  | 5          |
| Partido Socialista Obrero Español (PSOE)                 | 19,65 | 4753   | 5          | 15,47 | 3830   | 4          | 22,79 | 5420   | 6          | 19,42 | 4742   | 6          | 36,16 | 7829  | 11         |
| Vox                                                      | 13,42 | 3246   | 3          | 2,36  | 584    | 0          | 0,98  | 233    | 0          | —     | —      | —          | —     | —     | —          |
| Izquierda Unida (IU)-Los Verdes (LV)-Con Andalucía       | 4,66  | 1128   | 0          | 3,80  | 942    | 0          | 6,06  | 1442   | 1          | 3,93  | 959    | 0          | 5,42  | 1173  | 1          |
| Costa del Sol Sí Puede Tic Tac (CSSPTT)                  | —     | —      | —          | —     | —      | —          | 6,82  | 1623   | 1          | —     | —      | —          | —     | —     | —          |
| Ciudadanos Independientes de Estepona (CIE)              | —     | —      | —          | —     | —      | —          | —     | —      | —          | 7,58  | 1850   | 2          | —     | —     | —          |
| Partido de Estepona (PES)                                | —     | —      | —          | —     | —      | —          | —     | —      | —          | 2,23  | 544    | 0          | 16,30 | 4179  | 5          |
| Partido Andalucista (PA)-Espacio Plural Andaluz (EP-And) | —     | —      | —          | —     | —      | —          | —     | —      | —          | 1,49  | 363    | 0          | 8,49  | 1839  | 2          |
| Estepona 2007                                            | —     | —      | —          | —     | —      | —          | —     | —      | —          | —     | —      | —          | 6,17  | 1335  | 1          |

## Evolución de la deuda viva municipal
El concepto de deuda viva contempla sólo las deudas con cajas y bancos relativas a créditos financieros, valores de renta fija y préstamos o créditos transferidos a terceros, excluyéndose, por tanto, la deuda comercial.
| Gráfica de evolución de la deuda viva del Ayuntamiento entre 2008 y 2023                           |
| |
| Deuda viva del Ayuntamiento de Estepona, en miles de euros, según datos del Ministerio de Hacienda |